# Colonia San Justo
Colonia San Justo es un paraje y centro rural de población con junta de gobierno de 4ª categoría del distrito Suburbios del departamento Concordia en la provincia de Entre Ríos, República Argentina. La localidad de Los Charrúas es el centro urbano más cercano a 7 km al sudoeste.
La población de la jurisdicción de la junta de gobierno era de 223 personas según el censo de octubre de 2010, de los cuales 117 eran varones. En el censo de 2001 registró 324 habitantes, de los cuales 186 eran varones, por lo que su población disminuyó un 31,17 %, principalmente por emigración a los centros urbanos cercanos.
El centro rural de población fue creado por decreto 1026/1997 MGJE del 9 de mayo de 1997 estableciendo sus límites jurisdiccionales.
Su jurisdicción se apoya por el norte en el arroyo Gualeguaycito, límite con el departamento Federación; por el este la ruta nacional 14 la separa del ejido municipal de Colonia Ayuí; al oeste las rutas provinciales 4 y 28 y una línea convencional la separan del centro rural de población de El Redomón; y al sur el arroyo Ayuí Grande y otra línea convencional la separan del ejido municipal de Los Charrúas y de un área no organizada. 
Desde 1979 el ramal Federico Lacroze - Posadas del Ferrocarril General Urquiza atraviesa la jurisdicción de sur a norte, existiendo en la misma la estación Isthilart. Durante la construcción de la represa de Salto Grande el embalse de la misma sumergió parte de este ramal ferroviario y la estación Isthilart fue trasladada a un nuevo emplazamiento unos 15 km al noroeste. La ruta provincial 28 atraviesa la jurisdicción de este a oeste.
La primera junta de gobierno fue designada por decreto 2152/1998 MGJE del 11 de junio de 1998, integrada por un presidente, 4 vocales titulares y 2 suplentes. La segunda junta de gobierno fue designada por decreto 2455/2002 MGJ del 25 de junio de 2002 a propuesta de una asamblea de vecinos. La tercera fue designada por decreto 1947/2004 MGJEOYSP del 10 de mayo de 2004. Como el territorio jurisdiccional de Colonia San Justo no se corresponde con un circuito electoral, la junta de gobierno no pudo ser elegida en las elecciones del 18 de marzo de 2007 como ocurrió con otras juntas de gobierno de la provincia tras la reforma de la ley N.º 7555, por lo que debió ser designada por decreto 804/2008 MGJEOYSP del 8 de febrero de 2008. La primera junta de gobierno electiva (1 presidente, 5 vocales titulares, y 3 vocales suplentes) fue elegida en las elecciones del 23 de octubre de 2011 para lo cual se utilizó todo el circuito electoral 239-Loma Negra, que comprende Colonia San Justo, un área no incluida dentro de ningún ejido municipal ni centro rural de población, y la parte de la junta de gobierno de El Redomón dentro del distrito Suburbios.